# Santo Antônio (Recife)
Santo Antônio é um bairro do Recife, em Pernambuco.
Situa-se na RPA1, região central do Recife. No ano de 2010, a população residente era de 285 habitantes.

## Bairros limítrofes
O Bairro de Santo Antônio Limita-se apenas diretamente com o bairro de São José, tendo o Rio Capibaribe a completar seu perímetro. As ligações com outros bairros é feita através de pontes.A Ponte 6 de Março (antiga Ponte Velha) liga o bairro de Santo Antônio aos bairros dos Coelhos e da Boa Vista. Também com este bairro limita-se através das pontes da Boa Vista e Duarte Coelho. A Ponte Santa Isabel o liga ao bairro de Santo Amaro. A Ponte Buarque de Macedo e a Maurício de Nassau, sobre o Rio Capibaribe, depois de sua confluência com o Rio Beberibe, ligam o bairro à Ilha do Recife, o Recife antigo.

## História
A ilha onde se encontra o bairro de Santo Antonio pertenceu a Marcos André no início da colonização portuguesa. sendo chamada de Ilha dos Navios. Só no Século VII passou a ser chamada de Ilha de Santo Antonio, em função de um convento ali instalado.
Foi no leste deste bairro que se concentrou a Cidade Maurícia, construída pelos holandeses por um conselho de um polaco-lituano a serviço de Nassau, que dizia que a defesa do Recife era muito onerosa (o dobro dos custos de uma transferência da sede pro norte da Nieuw Holland) e portanto havia a necessidade de transferir a sede da Nova Holanda para a ilha de Itamaracá (e sua sede Conceição, no sudoeste da mesma ilha), mas acabou-se optando pela construção de uma nova urbe, das mais avançadas da altura nas Américas cheia de canais a exemplo da posterior Lower Manhatan na segunda metade do mesmo século. O Recife nesta altura era um pequeno e primitivo núcleo pré-insularização localizado no sul de um relativamente extenso areal pertencente a Olinda e seu tamanho era tão reduzido que cabia várias vezes dentro tanto de Maurícia quanto de Olinda.
Uma ponte ligava o Recife e Maurícia, que eram entidades geopolíticas distintas nos mapas batavos, ao contrário do que diz o anacronismo da historiografia dominante de que eram a mesma entidade (nesse caso se trata da primeira conurbação urbana de que se tem notícia no Brasil), ou seja, a primeira proto-metrópole ou processo de metropolitanização. Maurícia, localizada no leste de Santo Antônio pré-anexação ao Recife, quando este ainda era parte de Olinda pelo direito português pós-batavos e de facto até meados de 1710, quando se separou e se tornou vila própria e dona de seus próprios destinos pré-sede estadual, tinha status de urbe (não confundir com urbe real portuguesa-ibérica), enquanto o Recife era um povoado (intermediário entre feitoria e vila) e Olinda, uma vila.
Longitudinalmente, mesmo sendo uma vila de status menor a Maurícia, Olinda aparece nos mapas da época como mais larga que esta última, o que nos dá a ideia de que o seu status se devia muito ao facto de não ter muito planejamento com ruas excessivamente estreitas e tortuosas em pequenas colinas de relevo pouco estável e plano. Além do mais era uma vila erguida totalmente pela iniciativa privada, o que a afastava das coroas e portanto era menos subsidiada do ponto de vista do estatuto geopolítico (só para se ter uma ideia havia urbes reais a exemplo do Rio de Janeiro e São Cristóvão muito inferiores a Olinda em riquezas exportacionais que tinham o status de urbe real enquanto Olinda era considerada vila pré-urbe). Pode-se dizer que a Lower Manhatan original ficava nesse ponto só então indo parar em NY e centro norte das Américas pós-emigração entre Maurícia e Frederikstadt.
Reciffo tinha limitações excessivas de expansão pois era apenas a ponta de um areal olindense e assim Maurícia veio na hora certa para ampliar as zonas urbanizadas nos pântanos e fazer a zona maior ainda ao sul do modelo acropolitano olindense e mais similar aos hanseáticos pantanosos e seu estágio antigo no Mar do Norte e Báltico. No entanto como já foi dito a própria sobrevivência da Nova Holanda pode ter sido encurtada por Maurícia que era mais difícil de defender que uma sede proposta pelo general polaco-lituano na ilha de Itamaracá. Santo Antônio no norte da ilha era uma ponte perfeita entre o eixo Olinda-Reciffo e o mainland do lado do palácio além Maurícia e suas muralhas e fortes (onde hoje se localiza o bairro da Boa Vista na zona norte extra insular ou centro estendido no mainland). Nassau tinha uma visão mais civil enquanto o general balto-eslávico uma visão militar mais acertada.

## Pontos importantes
- Praça da República[4]
- Palácio do Campo das Princesas
- Teatro de Santa Isabel
- Palácio da Justiça
- Capela Dourada
- Museu Franciscano de Arte Sacra
- Igreja da Ordem Terceira de São Francisco
- Convento e Igreja de Santo Antônio (Recife)
- Igreja da Ordem Terceira de São Francisco (Recife)
- Igreja do Divino Espírito Santo (Recife)
- Concatedral de São Pedro dos Clérigos
- Igreja de Nossa Senhora do Livramento dos Homens Pardos
- Igreja de Nossa Senhora do Rosário dos Pretos (Recife)
- Convento de Nossa Senhora do Carmo
- Igreja da Ordem Terceira do Carmo (Recife)
- Reduto da Boa Vista
- Gabinete Português de Leitura de Pernambuco
- Ponte da Boa Vista
- Praça Dezessete
- Cais do Imperador

## Dados demográficos
Sendo um bairro essencialmente comercial e de serviços, apresenta os seguintes dados demográficos:
- Área territorial: 81 hectares
- População: 285 habitantes[nota 2]
  - Masculina:159
  - Feminina  126
- Densidade demográfica: 3,53 hab./ha.

## Educação
Ficam no bairro de Santo Antonio as seguintes instituições educacionais:
- Centro de Educação Profissional Joaquim Nabuco
- Centro de Ensino Supletivo Virgínio C. de Oliveira
- Faculdade Joaquim Nabuco - Recife - Campus sede
- Serviço Social do Comércio - Sesc Santa Rita

## Religião
Junto com o bairro vizinho de São José, o bairro de Santo Antônio possui muitos templos religiosos:
- Matriz do Santíssimo Sacramento - Santo Antônio[6][7]
- Igreja e Convento São Francisco[8]
- Igreja e Convento de Santo Antônio[9]
- Igreja Matriz de Santo Antônio[10][11]
- Igreja de Nossa Senhora do Rosário dos Homens Pretos[12]